# George De Decker
George De Decker (Asse, 31 augustus 1951) is een Belgisch beeldend kunstenaar, componist en sound-designer.

## Geschiedenis
De Decker studeerde piano, compositie en kunstgeschiedenis aan de Koninklijke Conservatoria van Antwerpen en Brussel en elektronische muziek aan het Instituut voor Psychoakoestiek en Elektronische Muziek (IPEM) in Gent. Daarnaast volgde hij een opleiding schilderkunst aan de Academie van Anderlecht.
In de beginjaren van zijn carrière componeerde hij avant-garde werken, waarin hij experimenteerde met nieuwe speeltechnieken en de combinatie van live-instrumenten en tape. In 1980 won hij de Tenuto-compositiewedstrijd met Lineas y puntos, een werk voor symfonisch orkest en tape. De Decker gaf gedurende zeventien jaar les in piano en harmonie aan het Conservatorium van Mechelen en de muziekacademie van Asse, maar stopte in 1987 om zich volledig op componeren te richten.
Vanaf 2008 presenteerde De Decker zijn schilderijen in diverse solo-, duo- en groepstentoonstellingen in België en Nederland. Naast schilderijen creëert hij sculpturen, video-installaties en geluidsinstallaties. Hij realiseerde ook grootschalige mixed media-installaties, waaronder Ørnen 1897 (2013), een houten zeppelin waarin beeldend werk, muziek en film samenkomen, en Le bruit de la pensée (2014), een permanente installatiereeks voor de gevangenis van Leuze-en-Hainaut. Daarnaast componeert hij ook muziek voor eigen tentoonstelling. Zo componeerde De Decker All yesterdays slowly fade into memory past (2010) speciaal voor een solo tentoonstelling met eigen schilderijen in VCBR Gallery in Antwerpen.
In 2016 richtte hij het muziekensemble SP!TSBERGEN op. In 2019 verscheen zijn compositie Wit in Wit – Goldberg Variations Revisited (Antarctica Records AR 012) op cd, uitgevoerd door pianist Geert Callaert. In 2023 werd ØRNEN 1897 gespeeld door zijn ensemble SP!TSBERGEN als tweede cd-publicatie op Antarctica Records (AR 052) uitgebracht. In 2025 volgde zijn derde fysieke album CORO (Antarctica Records AR 069).

## Artistiek werk

### Schilderijen
- Wie kann eine Wolke (2015)
- Fragmente-Stille (2014)
- Partir / Repartir (2012): mixed media op doek
- 8 landschappen: olieverf op doek
- Bouche cousue (2008-2015): mixed media op doek

### Installaties
- Le Bruit de la Pensée (2013-2014)
- ØRNEN 1897 (2013)
- LORCA 1937 (2011)

### Muziek
- CORO (2025)
- ØRNEN 1897 (2023): compositie voor harp, accordion, euphonium, contrabas en live electronics
- Wit in Wit – Goldberg Variations Revisited (2017)
- Est is Winter (2016): compositie voor klarinet een stereophonic tape
- Carnets de voyage (2010/2014): compositie voor klarinet een stereophonic tape
- All yesterdays slowly fade into memory past (2010) voor stereophonic tape
- Schweigeminute (2009): compositie voor klarinet, viool, piano en stereophonic tape[4]
- We must say no! (2008): compositie voor klarinet een stereophonic tape
- The Blue Notebooks (2003): composite voor cello en klankband
- Aphasia Universalis (1993): compositie voor klavecimbel en strijkkwartet
- Lineas y puntos (1980): compositie voor symfonisch orkest en tape
- Khanda (1975): compositie voor piano vierhandig

### Muziektheater
- 2401 (2008)
- Zand (1996)[3]
- Turn me upside down if you wish me to cry for my mama (1983)

## Prijzen
- 1980: Tenuto-compositiewedstrijd[3]
- 2013: "Music for Carparks"-compositiewedstrijd

## Discographie
- 2019: Wit in Wit – Goldberg Variations Revisited (Antarctica Records AR 012)
- 2023: ØRNEN 1897 (Antarctica Records AR 052)
- 2024: The Blue Notebooks (Antarctica Records AR 064) – exclusief digitaal
- 2025: Schweigeminute (Antarctica Records AR 068) – exclusief digitaal
- 2025: Aphasia Universalis (Antarctica Records AR 068b) – exclusief digitaal
- 2025: CORO (Antarctica Records AR 069) – ook in Dolby Atmos